# Phellinus nilgheriensis
Phellinus nilgheriensis är en svampart som först beskrevs av Jean François Montagne, och fick sitt nu gällande namn av Gordon Herriot Cunningham 1965. Phellinus nilgheriensis ingår i släktet Phellinus och familjen Hymenochaetaceae.   Inga underarter finns listade i Catalogue of Life.